# Thue Christiansen

Grönlands flagga.

Thue Christiansen, född 25 februari 1940 i Maamorilik nära Uummannaq, Grönland, död 26 juni 2022 i Hals i Ålborgs kommun, Danmark, var en grönländsk lärare, konstnär och politiker. Han är kanske främst känd som skaparen av den grönländska flaggan (1985).

## Utmärkelser
- Nersornaat i guld,  21 juni 1991[3]
- Riddare av Dannebrogorden,  1997[4]
- Grönländska kulturpriset,  2002[4]

[Redigera Wikidata]